# Declo
Declo és una població dels Estats Units a l'estat d'Idaho. Segons el cens del 2000 tenia 338 habitants.

## Demografia
Segons el cens del 2000, Declo tenia 338 habitants, 103 habitatges, i 87 famílies. La densitat de població era de 466,1 habitants per km².
Dels 103 habitatges en un 48,5% hi vivien nens de menys de 18 anys, en un 66% hi vivien parelles casades, en un 14,6% dones solteres, i en un 14,6% no eren unitats familiars. En el 10,7% dels habitatges hi vivien persones soles el 2,9% de les quals corresponia a persones de 65 anys o més que vivien soles. El nombre mitjà de persones vivint en cada habitatge era de 3,28 i el nombre mitjà de persones que vivien en cada família era de 3,57.
Per edats la població es repartia de la següent manera: un 38,5% tenia menys de 18 anys, un 8,3% entre 18 i 24, un 26,6% entre 25 i 44, un 16,9% de 45 a 60 i un 9,8% 65 anys o més.
L'edat mediana era de 27 anys. Per cada 100 dones de 18 o més anys hi havia 110,1 homes.
La renda mediana per habitatge era de 36.528 $ i la renda mediana per família de 39.286 $. Els homes tenien una renda mediana de 32.083 $ mentre que les dones 18.750 $. La renda per capita de la població era de 12.884 $. Aproximadament el 9,4% de les famílies i el 9,5% de la població estaven per davall del llindar de pobresa.

## Poblacions més properes
El següent diagrama mostra les poblacions més properes.